# Alistair MacLean
Alistair MacLean (cunoscut și sub pseunonimul Ian Stuart; n. 21 aprilie 1922, Shettleston⁠(d), Scoția, Regatul Unit al Marii Britanii și Irlandei – d. 2 februarie 1987, München, RFG) a fost un scriitor scoțian de thriller. A suferit din cauza dependentei de alcool de care nu a reusit sa scape niciodata. Alcoolismul fiind , de altfel , cauza mortii lui in 1987.

## Listă de lucrări

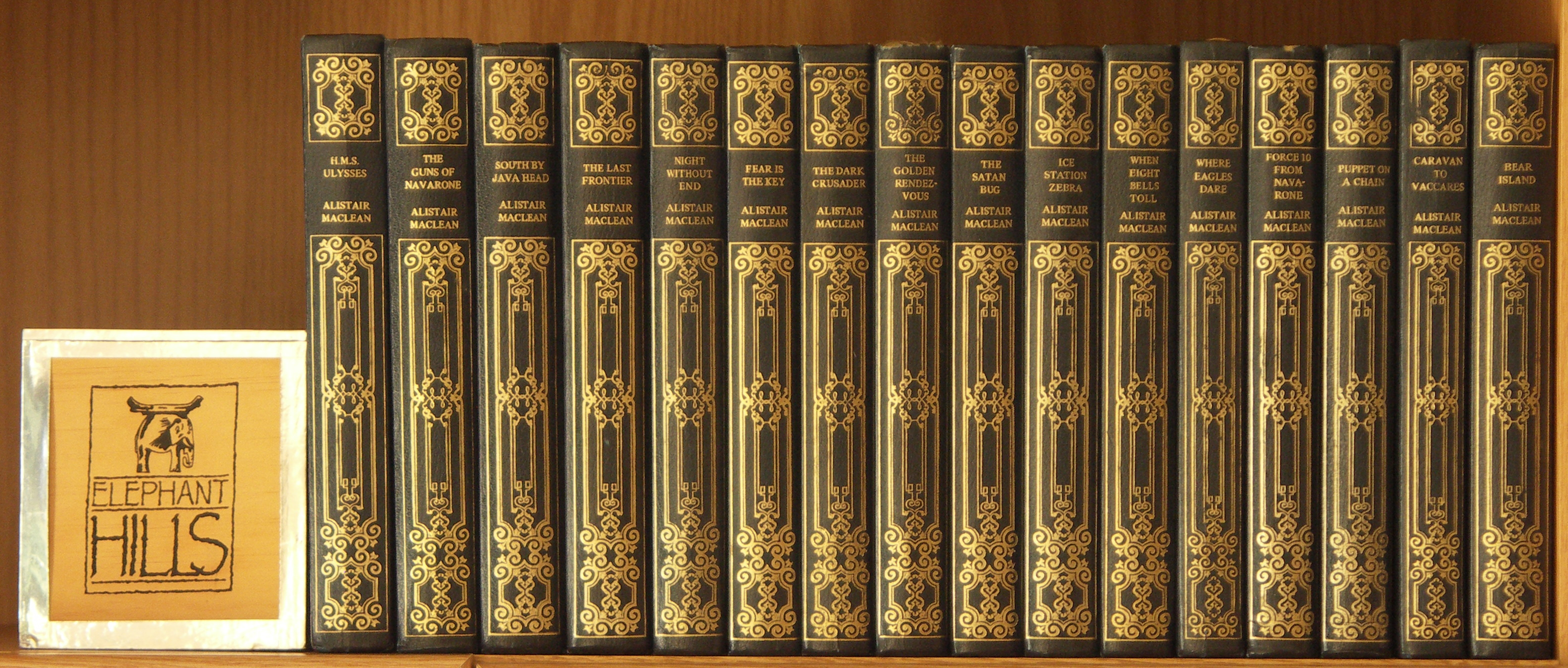
Cărți de Alistair MacLean din perioada 1955 - 1971, publicate de Heron Books (Londra)

Romane
| An   | Titlu                                          | Note                                                           |
| ---- | ---------------------------------------------- | -------------------------------------------------------------- |
| 1955 | HMS Ulysses                                    |                                                                |
| 1957 | Tunurile din Navarone (The Guns of Navarone)   |                                                                |
| 1957 | La sud de capul Java (South by Java Head)      |                                                                |
| 1959 | The Last Frontier                              | în SUA cu titlul The Secret Ways                               |
| 1959 | Night Without End                              |                                                                |
| 1961 | Ultimele șase minute (Fear is the Key)         |                                                                |
| 1961 | The Dark Crusader                              | în SUA cu titlul The Black Shrike (sub pseudonimul Ian Stuart) |
| 1962 | The Golden Rendezvous                          |                                                                |
| 1962 | The Satan Bug                                  | ca Ian Stuart                                                  |
| 1962 | All about Lawrence of Arabia                   | Non-ficțiune                                                   |
| 1963 | Permis pentru a ucide (Ice Station Zebra)      |                                                                |
| 1966 | When Eight Bells Toll                          |                                                                |
| 1967 | Unde se avântă vulturii (Where Eagles Dare)    |                                                                |
| 1968 | Forța 10 din Navarone (Force 10 From Navarone) |                                                                |
| 1969 | Urmărire la Amsterdam (Puppet on a Chain)      |                                                                |
| 1970 | Urmărire la Vaccarès (Caravan to Vaccarès)     |                                                                |
| 1971 | Bear Island                                    |                                                                |
| 1972 | Alistair MacLean Introduces Scotland           | Non-ficțiune, editat de Alastair Dunnett                       |
| 1972 | Captain Cook                                   | Non-fiction                                                    |
| 1973 | The Way to Dusty Death                         |                                                                |
| 1974 | Breakheart Pass                                |                                                                |
| 1975 | Circus                                         |                                                                |
| 1976 | The Golden Gate                                |                                                                |
| 1977 | Operațiunea Seawitch (Seawitch)                |                                                                |
| 1978 | Goodbye California                             |                                                                |
| 1980 | Athabasca                                      |                                                                |
| 1981 | River of Death                                 |                                                                |
| 1982 | Partisans                                      |                                                                |
| 1983 | Floodgate                                      |                                                                |
| 1984 | San Andreas                                    |                                                                |
| 1985 | The Lonely Sea                                 | Colecție de povestiri                                          |
| 1986 | Santorini                                      |                                                                |

## Traduceri în limba română
- La Sud de capul Java, Editura Meridiane, 1979
- Operațiunea Seawitch, editura RAO, 1993, traducere Horia Gănescu
- Teroare la Amsterdam, editura RAO, 1993, traducere Mariana Neț
- Cruciatul iadului, Editura Z, 1995
- Unde se avântă vulturii, editura Adevărul, 2009, traducere Raluca Andrei
- MacLean, Alistair, Ultimele șase minute, tradus de Alexandru Brumaru și Constantin Badea, București, 1976: Editura Univers, Colecția Enigma, p. 263;